# Alpské lyžování na Zimních olympijských hrách 2002
Alpské lyžování na Zimních olympijských hrách 2002 se konaly v blízkosti Salt Lake City, (Utah). Sjezd , super G a kombinace se konaly v Snowbasin , obří slalom v Park City a slalom v Deer Valley . Závody se konaly od 10 do 23. února 2002 .

## Medailové pořadí zemí
| Pořadí | Země                         | Zlato | Stříbro | Bronz | Celkově |
| ------ | ---------------------------- | ----- | ------- | ----- | ------- |
| 1.     | Chorvatsko (CRO)             | 3     | 1       | 0     | 4       |
| 2.     | Rakousko (AUT)               | 2     | 2       | 5     | 9       |
| 3.     | Francie (FRA)                | 2     | 2       | 0     | 4       |
| 4.     | Norsko (NOR)                 | 2     | 1       | 1     | 4       |
| 5.     | Itálie (ITA)                 | 1     | 1       | 1     | 3       |
| 6.     | Spojené státy americké (USA) | 0     | 2       | 0     | 2       |
| 7.     | Švédsko (SWE)                | 0     | 1       | 1     | 2       |
| 8.     | Německo (GER)                | 0     | 0       | 1     | 1       |
| 8.     | Švýcarsko (SUI)              | 0     | 0       | 1     | 1       |
|        | Celkem                       | 10    | 10      | 10    | 30      |

## Medailisté

### Muži
| Disciplína       | Zlato                               | Výkon   | Stříbro                                    | Výkon   | Bronz                               | Výkon   |
| ---------------- | ----------------------------------- | ------- | ------------------------------------------ | ------- | ----------------------------------- | ------- |
| kombinace        | Kjetil André Aamodt · Norsko (NOR)  | 3:17,56 | Bode Miller · Spojené státy americké (USA) | 3:17,84 | Benjamin Raich · Rakousko (AUT)     | 3:18,26 |
| sjezd            | Fritz Strobl · Rakousko (AUT)       | 1:39,13 | Lasse Kjus · Norsko (NOR)                  | 1:39,35 | Stephan Eberharter · Rakousko (AUT) | 1:39,41 |
| slalom           | Jean-Pierre Vidal · Francie (FRA)   | 1:41,06 | Sébastien Amiez · Francie (FRA)            | 1:41,82 | Benjamin Raich · Rakousko (AUT)     | 1:42,41 |
| obří slalom      | Stephan Eberharter · Rakousko (AUT) | 2:23,28 | Bode Miller · Spojené státy americké (USA) | 2:24,16 | Lasse Kjus · Norsko (NOR)           | 2:24,32 |
| superobří slalom | Kjetil André Aamodt · Norsko (NOR)  | 1:21,58 | Stephan Eberharter · Rakousko (AUT)        | 1:21,68 | Andreas Schifferer · Rakousko (AUT) | 1:21,83 |

### Ženy
| Disciplína       | Zlato                                 | Výkon   | Stříbro                               | Výkon   | Bronz                              | Výkon   |
| ---------------- | ------------------------------------- | ------- | ------------------------------------- | ------- | ---------------------------------- | ------- |
| kombinace        | Janica Kostelićová · Chorvatsko (CRO) | 2:43,28 | Renate Götschlová · Rakousko (AUT)    | 2:44,77 | Martina Ertlová · Německo (GER)    | 2:45,16 |
| sjezd            | Carole Montilletová · Francie (FRA)   | 1:39,56 | Isolde Kostnerová · Itálie (ITA)      | 1:40,01 | Renate Götschlová · Rakousko (AUT) | 1:40,39 |
| slalom           | Janica Kostelićová · Chorvatsko (CRO) | 1:46,10 | Laure Pequegnotová · Francie (FRA)    | 1:46,17 | Anja Pärsonová · Švédsko (SWE)     | 1:47,09 |
| obří slalom      | Janica Kostelićová · Chorvatsko (CRO) | 2:30,01 | Anja Pärsonová · Švédsko (SWE)        | 2:31,33 | Sonja Nefová · Švýcarsko (SUI)     | 2:31,67 |
| superobří slalom | Daniela Ceccarelliová · Itálie (ITA)  | 1:13,59 | Janica Kostelićová · Chorvatsko (CRO) | 1:13,64 | Karen Putzerová · Itálie (ITA)     | 1:13,86 |